# Theodor Stoltenberg
Theodor Karl Friedrich Stoltenberg (* 25. Juni 1850 in Wendtorf; † 9. Februar 1937 in Schleswig) war ein deutscher evangelisch-lutherischer Geistlicher und Propst am Schleswiger Dom.

## Leben
Theodor Stoltenberg war ein Sohn des Lehrers und Organisten Detlev Stoltenberg (* 27. Oktober 1823 in Schönkirchen; † 12. Juli 1876 ebenda) und dessen Ehefrau Anna Caroline, geborene Plagmann (* 6. Januar 1822 in Probsteierhagen; † 9. August 1876 in Schönkirchen). Die Mutter war eine Tochter des Gastwirts und Bäckers Joachim Plagmann (1782–1854) aus Probsteihagen und dessen Ehefrau Antje, geborene Havemeister (1780–1858). Von Herbst 1865 bis zur Reifeprüfung 1870 besuchte er die Kieler Gelehrtenschule. Ein folgendes Theologiestudium absolvierte er in Leipzig und Kiel. Im Frühjahr 1875 legte er das Amtsexamen ab und wurde im Juli desselben Jahres ordiniert. Seine erste Stelle erhielt er als Adjunkt in Preetz, dann in Kotzenbüll.
Im April 1876 übernahm Stoltenberg als Kompastor eine Pfarrstelle in Gettorf. Im März 1888 ging er als Pastor nach Süderbrarup und wechselte im Mai 1895 als Hauptpastor an den Schleswiger Dom. 1899 wurde er Propst der Propstei Schleswig. Parallel betreute er bis 1921 weiterhin den Schleswiger Dom. Nach dem Ende der aktiven Arbeitszeit zog er nach Schleswig.

### Wirken
Stoltenberg bemühte sich, Kirche und Menschen einander näherzubringen. Da in der zweiten Hälfte des 19. Jahrhunderts Teile der Gesellschaft zunehmend von der Kirche abwandten, die Zahlen der Besucher von Gottesdienst und Abendmahl zurückgingen, trat er 1875 in den Landesverein für Innere Mission ein und arbeitete für diesen auch noch während seiner Zeit als Propst. Er engagierte sich ebenso für den „Gustav-Adolf-Verein“, der evangelischen Gemeinden in der Diaspora half, und unterstützte in seiner Propstei die Vereinsarbeit.
Stoltenberg förderte das kirchliche Pressewesen und regte an, eigene Gemeindezeitungen zu schaffen. Er selbst verfasste populär gestaltete kleinere Texte, die in mehreren Zeitschriften erschienen. Darüber hinaus unterstützte er ländliche Gemeinden beim Bau kleiner Kirchen und Kapellen, um somit die Wege zu den Gotteshäusern zu verkürzen. Aufgrund oftmals fehlender Finanzmittel benötigte er dabei die Unterstützung der Gemeindeangehörigen.
1904 gestaltete Stoltenberg das Altarbild der neuen Kirche von Schuby. Er bemühte sich, im Gottesdienst die niederdeutsche Sprache zu pflegen, wozu ihn Heinrich Hansen angeregt haben könnte. Stoltenberg übertrug 60 Kirchenlieder ins Plattdeutsche. 1920 kam so das „Plattdütsch Gesangbook“ in gedruckter Form heraus.
Stoltenberg interessierte sich, vermutlich schon seit Kindertagen, sehr für Geschichte und Musik und versuchte, die alte lutherische Gottesdienstordnung wieder zu beleben. Aus diesem Grund berief ihn Generalsuperintendent Theodor Kaftan in eine Kommission, die eine neue Agende gestalten sollte. Stoltenberg beschäftigte sich im Rahmen dieser Arbeiten insbesondere mit der musikalischen Umsetzung der Liturgie. Die neue Liturgie wurde 1892 veröffentlicht. Stoltenberg versuchte während seiner Zeit als Propst, die neue Agende zügig in allen Gemeinden der Propstei umzusetzen. Zu diesem Zweck gab er Texte und Melodien im Selbstverlag heraus. Bei seinem Dienstende hatten alle Gemeinden mit der Ausnahme Kropps, wo eine umfangreichere Liturgie verwendet wurde, die neue Form umgesetzt.
Stoltenberg gehörte dem „Provinzialverein für kirchliche Musik in Schleswig-Holstein“ unter der Leitung Rochus von Liliencrons an. Er organisierte Fortbildungen für Organisten und stand Gemeinden, die ihre Orgeln um- oder neubauen lassen wollten, als Ratgeber zur Verfügung. Während seiner Zeit am Schleswiger Dom wurde von 1915 bis 1920 eine Orgel von Marcussen & Søn umgebaut.
Stoltenberg trat volkstümlich auf, verstand sich auf den Umgang mit einfachen Leuten und war in der ganzen Propstei Schleswig bekannt. Während der Zeit in Gettorf schrieb er eine Gemeindechronik, die 1880 in den Druck ging. Im Ruhestand erstellte er vermehrt historische Studien. So überarbeitete er das Buch „Angeln“, das 1844 Hans Nicolai Andreas Jensen veröffentlicht hatte. Stoltenberg ergänzte es um die Vorgeschichte und gab es 1922 neu heraus. Außerdem schrieb er ab 1925 mehrere Artikel über die Historie des Schleswiger Doms, die in den Schleswiger Nachrichten erschienen.

### Ehrungen
1902 erhielt Stoltenberg die preußische Rote-Kreuz-Medaille 3. Klasse, 1916 die der 2. Klasse verliehen. 1904 bekam er den Roten Adlerorden 4. Klasse, 1914 den Königlichen Kronenorden 3. Klasse. 1917 erhielt er das Eiserne Kreuz 2. Klasse in der Ausführung für Nichtkombattanten.

### Familie
Am 11. Juli 1875 heiratete Stoltenberg in Preetz Minna Heimreich (* 30. Mai 1850 in Preetz; † 25. Dezember 1922 in Schleswig). Ihr Vater August Heimreich (1807–1890) war ein 1849 bis 1879 Propst im Kirchenkreis Kiel und verheiratet mit Agnes, geborene Jeß (1811–1886).
Das Ehepaar Stoltenberg hatte eine Tochter.

## Werke
- Aus alten Zeiten: ein Stück Chronik der Gettorfer Gemeinde. Jensen, Kiel 1880.
- Im Propsteier Dialekt. In: Die Heimat. Monatsschrift des Vereins zur Pflege der Natur- und Landeskunde in Schleswig-Holstein, Hamburg und Lübeck. Bd. 7 (1897), Heft 10, Oktober 1897, S. 191–194 (Digitalisat).
- Vierstimmige ausführliche Liturgie für die Gottesdienste der evangelisch-lutherischen Kirche der Provinz Schleswig-Holstein. Flensburg: Westphalen 1904
- Plattdütsch Gesangbook: sößtig Leder in uns’ Moderspråk ümsett. Schleswig: Nordmark 1920, 2. Auflage 1921
- Kleiner Führer durch den Schleswiger Dom. Schleswig: Bergas 1926
- (Hrsg.) Martin Luther: De lütt Katechismus. Schleswig: Bergas 1926
- Angeln in der vorgeschichtlichen Zeit. Schleswig: Bergas 1933